# تيدي ياروسز
تيدي ياروسز (بالإنجليزية: Teddy Yarosz)‏ مواليد 24 يونيو 1910 في بيتسبرغ - الوفاة 29 مارس 1974 في بنسيلفانيا، كان ملاكم محترف أمريكي صنّف ضمن فئة الوزن الثقيل. دخل قاعة مشاهير الملاكمة الدولية.

## إحصائيات
خاض خلال مسيرته 128 نزالا، فاز في 106 وتعادل في 3 وخسر في 18. فاز بالضربة القاضية في 17 نزالا.

## روابط خارجية
- تيدي ياروسز على موقع بوكس ريك (الإنجليزية) (registration required)